# الکساندر گوردون بیگام
الکساندر گوردون بیگام (انگلیسی: Alexander Biggam; ۱۴ آوریل ۱۸۸۸ – ۲۲ مارس ۱۹۶۳) فرمانده نظامی و سیاست‌مدار اهل بریتانیا بود.